# União Democrática Nacional de Moçambique
União Democrática Nacional de Moçambique (UDENAMO) foi um movimento formal de resistência à dominação portuguesa de Moçambique. Foi formado em 18 de Outubro de 1960 em Salisbúria, a atual Harare, por  Adelino Gwambe.
Juntamente com a Mozambique African National Union (MANU) e com a União Nacional Africana de Moçambique Independente (UNAMI), dá origem à FRELIMO, em 25 de Junho de 1962..